# Zettlr
Zettlr est un éditeur de texte fonctionnant principalement sur des fichiers markdown, pensé pour la prise de notes (et leur organisation, inspirée par le principe du Zettelkasten) et la rédaction de textes structurés, selon un principe de dissociation du fond et de la forme.
Développé par un chercheur allemand, Hendrick Erz, il répond à plusieurs besoins propres à la rédaction de textes universitaires (gestion de notes de bas de page, intégration de références bibliographiques),. Il s'appuie sur Pandoc pour la conversion des fichiers rédigés en markdown vers d'autres formats plus complexes (PDF, TeX, docx, OpenDocument ou HTML par exemple).
C'est un logiciel libre, qui constitue à cet égard une alternative libre à l'intérieur de la famille des éditeurs markdown (dans laquelle on trouve par exemple Obsidian).